# 卡納 (加利福尼亞州)
卡納（英語：Cana）是位於美國加利福尼亞州比尤特縣的一個非建制地區。該地的面積和人口皆未知。

## 地理
卡納的座標為39°50′25″N 121°59′39″W / 39.84028°N 121.99417°W，而該地的平均海拔高度為51米（即167英尺）。